# Jean Etcheberry (rugby à XIII)
Pour l’article homonyme, voir Jean Etcheberry.
Pas d'image ? Cliquez ici

a Compétitions nationales et continentales officielles uniquement.

b Matchs officiels uniquement.
Jean Etcheberry, né le 1er mars 1933 à Armendarits et mort le 9 juin 2002 à Urrugne, est un joueur de rugby à XIII international français évoluant au poste d'ailier dans les années 1950 et 1960.
Il joue plus de dix ans au sein du club le Toulouse olympique où il a une part active dans le succès de ce club avec un titre de Championnat de France en 1965 composant la première ligne toulousaine avec Pierre Parpagiola et Jean Kaczmarek, et comptant quatre autres participations à des finales : 1962, 1964 et 1964 en Coupe de France, et 1964 en Championnat de France.
Fort de ses performances en club, il côtoie l'équipe de France et compte septsélections entre 1961 et 1964 affrontant la Nouvelle-Zélande et la Grande-Bretagne, et remportant une rencontre mémorable contre l'Australie.

## Biographie

### Palmarès
- Collectif
  - Vainqueur du Championnat de France : 1965 (Toulouse).
  - Finaliste du Championnat de France : 1964 (Toulouse).
  - Finaliste de la Coupe de France : 1962, 1963 et 1964 (Toulouse).

### Détails en sélection
| 1. | 11 novembre 1961 | Nouvelle-Zélande | 6-6   | Test-match | Ailier | - | - | - | - |
| 2. | 18 novembre 1961 | Nouvelle-Zélande | 2-23  | Test-match | Ailier | - | - | - | - |
| 3. | 17 février 1962  | Grande-Bretagne  | 20-15 | Test-match | Ailier | - | - | - | - |
| 4. | 11 mars 1962     | Grande-Bretagne  | 23-13 | Test-match | Ailier | - | - | - | - |
| 5. | 8 décembre 1963  | Australie        | 8-5   | Test-match | Ailier | - | - | - | - |
| 6. | 22 décembre 1963 | Australie        | 9-21  | Test-match | Ailier | 3 | 1 | - | - |
| 7. | 18 mars 1964     | Grande-Bretagne  | 0-39  | Test-match | Ailier | - | - | - | - |